# Jordan Gray
Jordan Gray (28 de diciembre de 1995) es una deportista estadounidense que compite en atletismo. En los Juegos Panamericanos de 2023 obtuvo una medalla de bronce en la prueba de heptatlón.

## Palmarés internacional
| Juegos Panamericanos | Juegos Panamericanos | Juegos Panamericanos | Juegos Panamericanos |
| Año                  | Lugar                | Medalla              | Prueba               |
| -------------------- | -------------------- | -------------------- | -------------------- |
| 2023                 | Santiago (Chile)     | Medalla de bronce    | Heptatlón            |